# Мисютин, Григорий Анатольевич
Григо́рий Анато́льевич Мисю́тин (укр. Григорій Анатолійович Місютін; род. 29 декабря 1970, Александрия, Украинская ССР, СССР) — советский и украинский гимнаст, олимпийский чемпион, многократный чемпион мира, заслуженный мастер спорта СССР (1991). Почётный гражданин Луганска.
Воспитанник Николая Дегтярёва.
Окончил Луганский педагогический институт (1991).

## Биография
В конце 1980-х был признан «бесперспективным» и отчислен из сборной Украинской ССР. Однако талант в нем увидел Леонид Аркаев, который и помог ему раскрыться как гимнасту.
В сборной СССР с 1991 года. На чемпионате мира 1991 года в Индианаполисе взял три золотых медали.
За месяц до Олимпийских игр 1992 надорвал мышцу плеча, из-за чего два месяца вообще не тренировался. Тем не менее, в многоборье на Олимпиаде проиграл Виталию Щербо только 0,1 балла. Там же выиграл золото в команде и три серебряные медали на отдельных снарядах.
С 1993 года выступал за сборную Украины. В 1996 году стал бронзовым призёром Олимпийских игр в команде.

## Спортивные достижения
Олимпийские игры
| Год  | Абсолютное | Командное | Вольные упражнения | Конь     | Кольца   | Опорный прыжок | Брусья  | Перекладина |
| ---- | ---------- | --------- | ------------------ | -------- | -------- | -------------- | ------- | ----------- |
| 1992 | 2          | 1         | 2                  | 51 (кв.) | 5 (кв.)  | 2              | 4 (кв.) | 2           |
| 1996 | 106 (кв.)  | 3         | 8                  | 99 (кв.) | 98 (кв.) | 30 (кв.)       |         |             |

Выступления на чемпионатах мира, Европы и первенствах СССР:
| Год  | Первенство       | Абсолютное | Командное | Вольные упражнения | Конь | Кольца | Опорный прыжок | Брусья | Перекладина |
| ---- | ---------------- | ---------- | --------- | ------------------ | ---- | ------ | -------------- | ------ | ----------- |
| 1990 | Чемпионат СССР   | 2          |           |                    |      | 3      | 4              | 2      |             |
| 1991 | Чемпионат мира   | 1          | 1         |                    | 7    | 1      |                |        | 7           |
| 1991 | Чемпионат СССР   | 4          |           | 4                  | 2    | 4      | 2              | 3      |             |
| 1992 | Чемпионат мира   |            |           |                    |      | 3      |                |        | 1           |
| 1992 | Чемпионат СНГ    | 3          |           | 8                  | 6    | 5      | 1              | 6      | 5           |
| 1992 | Кубок СНГ        | 3          |           |                    |      |        |                |        |             |
| 1993 | Чемпионат мира   |            |           | 1                  |      |        |                |        |             |
| 1994 | Чемпионат мира   |            | 3         | 4                  |      |        | 8              |        |             |
| 1995 | Чемпионат мира   |            | 5         | 3                  |      |        | 1              |        |             |
| 1996 | Чемпионат мира   |            |           | 3                  | 8    |        |                |        |             |
| 1996 | Чемпионат Европы |            | 2         | 3                  |      |        |                |        |             |

## Награды
- орденом «За заслуги» ІІ ст. (2002)[4]
- Почётный знак отличия Президента Украины (1996)[5]